# فخر التأتأة
فخر التأتأة هي حركة اجتماعية تعيد وضع التأتأة كنمط شرعي للكلام. تتحدى حركة فخر التأتأة تصور التأتأة باعتبارها عيبًا، وتعيد صياغة التأتأة كشكل من أشكال التنوع الصوتي واللغوي الذي يثري اللغة والأفكار وأشكال الفن.
تشجع حركة فخر التأتأة الأشخاص الذين يتلعثمون على احتضان تلعثمهم كنمط كلامي فريد. تسلط الحركة الضوء على ثقافة التأتأة الناشئة. تسلط ثقافة التأتأة هذه الضوء على قوة الكتاب المبدعين والفنانين والموسيقيين في تقويض مفاهيم الكلام المعياري من خلال قوة الخلل التعبيري والتوليدي. بهذا المعنى، تمكن كتابات المتلعثمين وموسيقاهم وفنونهم البصرية وعروضهم الناس من فهم التأتأة وسماعها ورؤيتها والشعور بها بطرق جديدة من خلال تحدي ومقاومة معايير الطلاقة.
استمدت حركة فخر التأتأة أفكارها وإلهامها من حقوق ذوي الإعاقة، وخاصة تطوير النموذج الاجتماعي للإعاقة ونموذج التنوع العصبي. وتدعو الحركة إلى إجراء تعديلات مجتمعية للسماح للمتلعثمين بالوصول المتساوي إلى التعليم وفرص العمل.

## التأتأة كنوع من أنواع الاختلاف في الكلام
إن جوهر حركة فخر التأتأة هو الاعتراف بتنوع أساليب التواصل في المجتمع وتقديره. تضع حركة فخر التأتأة التأتأة كواحدة من عدد لا يحصى من الاختلافات في الكلام بدلاً من كونها عيبًا. إنها تستمد أفكارها وإلهامها من حقوق ذوي الإعاقة، ولا سيما تطوير النموذج الاجتماعي للإعاقة ونموذج التنوع العصبي. في ظل نموذج التنوع العصبي، يمكن اعتبار التأتأة تنوعًا جوهريًا في وظائف المخ التي تغير إنتاج الكلام. بموجب هذا الرأي، فإن التأتأة هي اختلاف طبيعي لا ينبغي افتراضه على أنه عيب طبي؛ فالطبيعة المرضية للتأتأة وصعوباتها تنشأ عن بيئة قادرة على استيعاب التأتأة، وليس التأتأة نفسها.
سلط دعاة فخر التأتأة الضوء على مجموعة من الوصمات والممارسات التمييزية تجاه التأتأة داخل المجتمع. كما يسلط المدافعون الضوء على الحواجز البيئية والثقافية للأشخاص الذين يتلعثمون، مثل أنظمة الهاتف الآلية الصوتية، والتي قد لا تفهم صوت المتلعثم؛ والمقابلات والفحوصات المحدودة بالوقت، والتي تضع الأشخاص الذين يتلعثمون في وضع غير مؤاتٍ بسبب معدل كلامهم الأبطأ؛ ومتطلبات الوظيفة "لمهارات الاتصال الطلاقة".
أخيرًا، ظهر مفهوم "مكسب التأتأة" كجزء من مفهوم "فخر التأتأة"، مستوحىً من مفهوم " مكسب الصم". قد يُحدد الشخص الذي يتلعثم جوانب من حياته أو هويته، مثل التعاطف والضعف والعفوية، كصفات اكتسبها من التأتأة. علاوة على ذلك، قد يُشير المدافعون عن التأتأة إلى مكاسب مجتمعية من وجود أشخاص يتلعثمون في العالم. قد تشمل هذه المكاسب المجتمعية المساهمات الموسيقية والفنية للأشخاص الذين يتلعثمون، مما يُبرز الوعي بأهمية اللغة والاستماع.

## التطوير
يُعدّ فخر التأتأة مفهومًا جديدًا نسبيًا. وصف كتاب "الصوت المُكتشف: أمل ومساعدة وإيقاظ لآباء الأطفال الذين يعانون من التأتأة" الصادر عام 2011 كيف واجهت الكاتبة دورين لينز هولت نصائح وجدتها، في المقابل، غير مُجدية لها ولطفلها. وقد تطوّر الكتاب إلى دعوةٍ إلى فهمٍ أعمق من قِبَل المتخصصين لاحتياجات أسر الأطفال الذين يعانون من التأتأة.
بالنسبة للبالغين، جذب موقع "هل تلعثمت؟" (2014) كتاباتٍ تُشكك في الافتراضات الشائعة في علاج التلعثم لدى البالغين. وشملت هذه الافتراضات افتراض أن الطلاقة في حد ذاتها يجب أن تكون الهدف الأساسي للعلاج. وكان من أوائل تتويجات حركة الفخر بالتلعثم نشرُ كتاب "الفخر والتحامل بالتلعثم: الاختلاف لا العجز " عام 2019، والذي جمع مقالاتٍ تبحث في تطبيق النموذج الاجتماعي للإعاقة على التلعثم.
من بين الحملات الأطول عمرًا موقعا "حديث التأتأة" و"التأتأة رائعة". "حديث التأتأة" هو موقع إلكتروني وسلسلة بودكاست تضم أكثر من 600 حلقة، نُشرت بين عامي 2007 و2021. يتتبع "التأتأة رائعة" مغامرات ثعلب مجسم يتلعثم. غالبًا ما يشير الثعلب، فرانكي بانكي، إلى التأتأة بأسلوب إيجابي و/أو فكاهي (مثل: "أنا أتأتأة. ماذا في ذلك؟"؛ "بالتأكيد أتأتأة. ما الذي تجيده؟"). استخدم معالجو النطق واللغة "التأتأة رائعة" في جلسات العلاج لإثارة النقاش مع العملاء من الأطفال والبالغين، والعلاج بالفن، ولعب الأدوار، والتحدث عن التأتأة مع آباء الأطفال الذين يعانون من التأتأة. علاوة على ذلك، بدأ بودكاست حديث بعنوان "التأتأة الفخورة" في السعي لتغيير المعايير المجتمعية المتعلقة بالتأتأة نحو فهم أكثر إيجابية وفخرًا.
كانت الجمعيات الخيرية للتأتأة تعتمد تقليديًا على المعلومات والعلاجات والتواصل بين الأشخاص (مثل ورش العمل والأيام المفتوحة والمؤتمرات). وقد أدخلت العديد من الجمعيات الخيرية عنصرًا أكبر للمناصرة. تقدم جمعية التأتأة للشباب معسكرات لتنمية الثقة والاستقلال للأطفال الذين يتلعثمون في الولايات المتحدة الأمريكية وأستراليا. تتضمن هذه الرسائل الإيجابية البارزة مثل "لا بأس من التلعثم". أطلقت جمعية التأتأة البريطانية حملة في عام 2018، ستاماتا، والتي تهدف إلى تغيير المواقف تجاه التأتأة. ومن الأمثلة الأخرى حملة "البحث عن الكلمات الصحيحة" لعام 2020، والتي أنشأتها ستاماتا بالتعاون مع وكالة الإعلانفي إم إل واي و آر. حررت الحملة إدخالات ويكيبيديا للشخصيات المعروفة التي تتلعثم، وإزالة اللغة السلبية التي كانت مرتبطة سابقًا بتلعثمها. مبادرة أخرى، 50 مليون صوت، أطلقت في عام 2019، وتم تسجيلها رسميًا كجمعية خيرية مقرها المملكة المتحدة في عام 2020. وهي تجمع بين الأشخاص الذين يعانون من التلعثم وأصحاب العمل والحلفاء من مختلف البلدان والثقافات لتحويل عالم العمل لـ 50 مليون شخص في سن العمل الذين يعانون من التلعثم في جميع أنحاء العالم، من خلال الأنشطة المصممة لمعالجة التمييز والتثقيف ومشاركة التعلم.

## الآثار المترتبة على علاجات التأتأة
لقد شكّلت ظاهرة التأتأة تحديًا لبعض المفاهيم التي تُشكّل أساسًا تاريخيًا لبعض مناهج علاج النطق واللغة. وقد ركّزت هذه الظاهرة بشكل خاص على نماذج الإعاقة التي تُشكّل أساس علاج التأتأة، وبالتالي على فلسفة العلاج المُستمدة منها.
أولًا، ينظر النموذج الطبي إلى التأتأة كإعاقة تحدث بسبب ضعف أساسي، أو فقدان وظيفة، أو مرض لدى الفرد. يهدف التدخل ضمن نهج النموذج الطبي إلى إصلاح أو علاج أو استئصال هذا المرض. بالنسبة للأشخاص الذين يتلعثمون، أدى نهج النموذج الطبي إلى تدخلات لعلاج التأتأة الكلامية، حيث تركزت النتائج حول الطلاقة وإصلاح الكلام المتلعثم. وتشمل هذه التدخلات علاج تشكيل الطلاقة، والأجهزة السمعية الإلكترونية المتأخرة (المعروفة أيضًا باسم أجهزة الطلاقة الإلكترونية)، والأدوية.
ثانيًا، ينظر النموذج الاجتماعي للإعاقة إلى الإعاقة داخل المجتمع الأوسع بدلاً من الفرد في عزلة. تُعتبر الحواجز والتحيزات المجتمعية سببًا للإعاقة، وليس ضعف الفرد، نظرًا لأن العالم مصمم لنوع جسم محدد/قياسي، وبالتالي، غير قادر على استيعاب أي اختلافات عن هذه القاعدة. من منظور النموذج الاجتماعي، تنبع إعاقة الأشخاص الذين يتلعثمون من التوقعات المجتمعية ومعايير الطلاقة، بالإضافة إلى التصورات الموصومة والروايات المجتمعية حول الكلام المتلعثم والحواجز البيئية والهيكلية في المجتمع التي تستبعد الأصوات المتلعثمة. يفترض هذا النموذج أنه إذا تمت إزالة هذه الحواجز المجتمعية، فقد يعاني الأشخاص الذين يتلعثمون من وصمة عار أقل حول التلعثم ويحسنون نوعية حياتهم.
التأثير على علاج النطق واللغة
في مجال علاج النطق واللغة، ركزت بعض أنواع علاجات التأتأة على إنتاج كلام طليق وتقليل الكلام المتلعثم أو القضاء عليه. على سبيل المثال، في حالة علاجات تشكيل الطلاقة، استند قياس نتائج العلاج إلى حساب عدد المقاطع المتلعثمة، مع أهداف العلاج التي تهدف إلى تقليل هذه النسبة. بالإضافة إلى ذلك، يعمل أخصائيو أمراض النطق واللغة (المعروفون أيضًا باسم معالجي النطق واللغة في المملكة المتحدة) مع الأشخاص الذين يتلعثمون لاستكشاف المشاعر والمواقف والوصمة الذاتية والوصمة المجتمعية المتعلقة بالتلعثم/التأتأة.
لوحظ سابقًا وجود فلسفتين متناقضتين في مجال علاج النطق واللغة، تُميزان بين نهجي "التحدث بطلاقة" و"التأتأة بطلاقة". يُركز النهج الأول عمومًا على تشكيل الطلاقة وإعادة هيكلة الكلام، بينما يُركز النهج الثاني على الحد من تجنب التأتأة وإخفاءها والمواقف السلبية تجاهها، بالإضافة إلى تعديل لحظات التأتأة. وقد أثرت هاتان الفلسفتان بشكل مباشر على ممارسات العلاج وأولويات البحث والخدمات المُقدمة، مما أدى إلى اختلافات كبيرة في النهج السائد المُتبع في مختلف دول العالم.
لقد وضع النموذج الاجتماعي للإعاقة الأساس لموجة جديدة من علاج التأتأة. يعطي هذا النموذج الأولوية للأشخاص الذين يتلعثمون باعتبارهم شركاء متساوين في البحث ومنتجين مشاركين للمعرفة العلاجية. بالنسبة لمعالجي النطق واللغة الذين يعملون من هذا الإطار المرجعي، فإن تركيز نتائج العلاج يتحول بعيدًا عن التركيز على تقنيات الطلاقة والتدخلات النفسية نحو أهداف فردية تم تطويرها بالتعاون مع المريض. لا يركز علاج التأتأة باستخدام إطار النموذج الاجتماعي على تقليل التأتأة أو السعي إلى الكلام بطلاقة. بدلاً من ذلك، فإنه يركز على تقليل الوصمة الاجتماعية والذاتية للسماح للمرضى بالتنقل عبر الحواجز بثقة. قد ترتبط نتائج العلاج بزيادة الدفاع عن الذات، ومشاعر التمكين لطلب التسهيلات، وزيادة المشاركة في الأنشطة المفضلة، وتقليل تجنب التأتأة أو إخفائها، وزيادة الثقة في التلعثم علانية، وزيادة الراحة في التحدث والمزيد من العفوية في التفاعلات اليومية.
التمييز ضد ذوي الإعاقة في علاج النطق واللغة
شجع النموذج الاجتماعي للإعاقة ونموذج التنوع العصبي معالجي النطق واللغة على النظر بشكل نقدي في ممارساتهم الخاصة بحثًا عن أي لغة أو تدخلات قد توصم التأتأة. وقد سلط بعض الممارسين الضوء على العمل داخل مهنتهم والذي يكون معاديًا للأشخاص ذوي الإعاقة بشكل علني أو خفي. بالإضافة إلى ذلك، هناك اعتبار لإزالة الاعتداءات السريرية الدقيقة التي تقلل من شأن الكلام المتلعثم، مثل "أحسنت، لقد بدوت سلسًا وطليقًا" أو "لم أسمعك تتلعثم على الإطلاق في تلك اللحظة!"، والتي يمكن استخدامها كجزء من علاجات تشكيل الطلاقة مثل برنامج ليدكوم. يقوم بعض معالجي النطق واللغة بمراجعة اللغة التي يستخدمونها لوصف اختلافات التواصل والتدخلات العلاجية.
التحالف في علاج النطق واللغة
يُنظر إلى معالجي النطق واللغة على أنهم حلفاء أساسيون للأشخاص الذين يعانون من التلعثم. إن القول " لا شيء عنا بدوننا "، الذي تستخدمه العديد من جماعات حقوق ذوي الإعاقة، يدعو إلى مراعاة الأفراد ذوي الإعاقة بشكل نشط وإدراجهم في الأبحاث والعلاج والروايات الثقافية والموارد. يجب سماع التجارب الحية للأشخاص الذين يعانون من التلعثم لضمان أن يكون للمجتمع دور نشط في المناقشات الاجتماعية والثقافية والسياسية والعلمية والصحية. إن دور الحلفاء، من وجهة نظر فخر التلعثم الذي يُدافع عنه، هو زيادة تضخيم رسالة المتلعثمين. يرى بعض معالجي النطق واللغة أن دورهم أبعد مدى من العمل السريري الفردي. على سبيل المثال، ينجذبون إلى الدعوة إلى الوعي وقبول تنوع الكلام، وتحدي المعلومات المضللة، ولفت الانتباه إلى القدرة والممارسات القائمة على القدرة، وكشف الاعتداءات الدقيقة، وتبديد الأساطير حول التلعثم، ودعم الحملات التي يقودها مجتمع المتلعثمين.

## التأتأة كأمر إيجابي في الثقافة
غالبًا ما تُسلّط تقارير التأتأة في الثقافة الضوء على أفرادٍ تغلبوا عليها، أو يُفاجأون بمعرفة أنهم يتلعثمون بسبب مكانتهم المرموقة. بدلًا من ذلك، يسعى مُناصرو فخر التأتأة إلى تسليط الضوء على الدور الإيجابي للتأتأة في الثقافة، سواءً كتجربةٍ مُلهمةٍ للأفراد الذين يتلعثمون في أعمالهم الفنية، أو كأداةٍ موسيقيةٍ أو أدبيةٍ بحد ذاتها.
الأدب
كان العديد من الكُتّاب المشهورين يعانون من التأتأة. ومن أبرز كُتّاب القرن التاسع عشر الذين تلعثموا لويس كارول. ويُعتقد أن مغامرات أليس في بلاد العجائب كانت أول عمل فني له تأثر بالتأتأة. ويُرجّح أن استخدام لويس كارول للكلمات المركبة في أعماله كان نتيجةً للتأتأة. ويمكن العثور على كلمات لويس كارول المركبة في قصيدتي "جابرووكي" و"صيد السنارك". على سبيل المثال، تتضمن كلمات مثل:
- "الركض"، وهو مزيج من العدو والانتصار ("تركه ميتًا، ثم عاد برأسه ركضًا.").
- "فظ"، وهو مزيج من الغضب والغضب الشديد ("بانديرسناتش فروميوس").
- "ضحكة مكتومة"، مزيج من الضحك بصوت مرتفع والشخير ("ضحك في فرحته").

كاتب آخر من أواخر القرن التاسع عشر وأوائل القرن العشرين كان يتلعثم هو هنري جيمس. وعلى غرار لويس كارول، أثرت الطبيعة الجسدية للتلعثم على شكل فنه. تختلف كتابات هنري جيمس اللاحقة عن أعماله السابقة باستخدام جمل أطول وأكثر إطنابًا لا تكشف عن الفعل إلا في وقت لاحق من الجملة. تتضمن الجمل في كتاباته اللاحقة أيضًا العديد من الظروف المؤهلة وحروف العطف وروابط الجمل. حدثت هذه التغييرات في الأسلوب عندما تحول جيمس إلى الإملاء المطبوع. يُقال إن أسلوب هنري جيمس اللاحق كان نتيجة لتلعثم داخلي، مما أدى إلى تمويه الكلمات المتلعثمة المتوقعة من خلال التفكير بعناية في مفردات واسعة من الكلمات. بالإضافة إلى ذلك، يُعتقد أن أسلوب جيمس اللاحق قد أثر على الروائيين الآخرين الذين تبعوه، مما أدى إلى تغيير شكل الأدب بشكل أساسي.
كان سومرست موم كاتبًا من القرن العشرين يعاني من التأتأة. في حالة سومرست موم، أثرت التأتأة على ما كان يقوله في أعماله أكثر من تأثيرها على كيفية إيصال رسائله. يُقال إن التأتأة أثرت على نبرة وأجواء أعمال موم، والتي يُعتقد أنها تنقل الشعور بالوحدة والوصمة التي عانى منها بسبب التأتأة. على الرغم من أن الوحدة التي تحيط بكتابات موم ترتبط عادةً بجنسه، إلا أن موم قد صرّح بأن التأتأة أثرت بشكل كبير على حياته وعمله.
وأخيرًا، تشمل أعمال الكتاب المتأخرين الآخرين الذين أثرت التأتأة فيهم على كيفية نقل رسالتهم وما كان عليهم قوله جورج ماكدونالد (مؤلف كتاب الأميرة والعفريت)، وتشارلز كينغسلي (مؤلف كتاب أطفال الماء)، وإليزابيث بوين (مؤلفة كتاب موت القلب وحرارة النهار).
ديفيد ميتشل، كاتب معاصر يعاني من التأتأة، هو من صرّح بأن التأتأة دفعته إلى الكتابة. وجادل بأن التأتأة قد عمقت ارتباطه باللغة. ونتيجةً لذلك، قد يكون الاستخدام الداخلي للغة لدى الكُتّاب المتأتئين أغنى من استخدامهم الخارجي لها، مما يؤدي غالبًا إلى إتقان أكبر لهياكل اللغة ومفرداتها.
أوين شيرز كاتب وشاعر حالي يعاني من التأتأة. وقد صرّح أيضًا بأن التأتأة أثرت عليه وجعلته كاتبًا. ويجادل بأن التأتأة زادت من وعيه بالكلمات واللغة، مما سمح له بتوسيع مفرداته من خلال جعله أكثر حساسية لوزن الكلمات وأهميتها ورنينها.
وبالمثل، يذكر ظفر كونيال، وهو شاعر يتلعثم، أن التلعثم زاد من وعيه بأحرف كل كلمة والاحتمالات العديدة التي يمكن أن تحملها الجملة. ويجادل بأن حساسيته تجاه اللغة ازدادت بسبب تجربة التلعثم وفقدان السيطرة المؤقت.
وأخيرا، هناك كتاب آخرون يتلعثمون في الكلام، ومن بينهم الروائية والمعلمة دارسي ستاينكي (انتحار الشقراء)؛ والمؤلف الأكثر مبيعا وصانع الأفلام ديفيد شيلدز (جوع الواقع)؛ والروائي والشاعر والنحات وصانع الأفلام وفنان الأداء برايان كاتلينج (ثلاثية فوره)؛ والروائية وكاتبة السيرة الذاتية والناقدة مارغريت درابل (حجر الرحى)؛ والروائي والكاتب المسرحي فلاديمير سوروكين (يوم أوبريتشنيك)؛ والشاعرة والعاملة الاجتماعية إيرين شيك (خطاب صادق)؛ والشاعر ومؤلف كتب الأطفال جوردان سكوت (أنا أتحدث مثل النهر).
الموسيقى
هناك عدد من الموسيقيين المشهورين الذين يعانون من التأتأة. ومن الأمثلة على ذلك مغني البلوز وعازف الجيتار وكاتب الأغاني بي بي كينغ، الذي كان من أكثر موسيقيي البلوز تأثيرًا على مر العصور. عانى بي بي كينغ من التأتأة منذ صغره، وكان يستخدم الموسيقى للتواصل. ويُقال إن موسيقى البلوز التي استخدمها بي بي كينغ للتواصل ترتبط ارتباطًا وثيقًا بالتأتأة نظرًا لتشابه نبرتها وأجواءها، مثل تجارب القمع والتمييز العنصري.
جون لي هوكر، عازف غيتار وكاتب أغاني بلوز آخر عانى من التأتأة. يظهر التأتأة في أغنية (بلوز التأتأة)، الواردة في ألبوم "ديترويت سبيشل": "معذرةً يا حبيبي، لا أستطيع التعبير عن مشاعري كما أريد، لكنني أستطيع التعبير عن حبي كما أريد" .
كان موسيقي آخر يعاني من التأتأة هو سكاتمان جون (جون بول لاركن). يستخدم لاركن "التزلج" في عمله، وهو أسلوب غنائي جازي عاطفي يستخدم مقاطع لفظية غير منطقية بدلاً من الكلمات، والذي عُرف لاحقًا باسم "سكات راب". منحته أغنية "سكاتمان (سكي-با-بوب-با-دوب-بوب) " مقاومةً للمعايير المجتمعية المتعلقة بالطلاقة، ومكنته من التحدث عن التأتأة علنًا. ومن بين الملحنين والشاعرين والفنانين الذين يعانون من التأتأة مؤخرًا جي جي جي جيروم إليس. يستكشف عمله الحالي السود والموسيقى ومهارات الكلام لدى ذوي الاحتياجات الخاصة كقوى رفض وشفاء. ويبحث عمله على وجه الخصوص في الروابط الزمنية بين الموسيقى والتأتأة. ويجادل بأن الموسيقى أداة مفيدة للتحقيق والبحث في التأتأة نظرًا لعلاقتها بالوقت؛ إذ يرى إليس أن التأتأة تفتح الوقت وتمتد وتوسعه. في أعماله، تؤثر الطبيعة الفيزيائية للتأتأة على شكل الفن. على سبيل المثال، يستخدم إليس تقنيات موسيقية مثل "الحلقات" و"الروباتو" لخلق أزمنة بديلة في الموسيقى. ويُقال إن "الروباتو"، وهو تغيير تعبيري للإيقاع أو الإيقاع يعتمد على قدر معين من عدم القدرة على التنبؤ، يشبه تجربة إليس مع التأتأة: "لا أعرف متى ستبدأ التأتأة، وكم ستستمر، ولا متى ستختفي، لتظهر مجددًا في وقت لا أعرفه."
من بين العناصر الموسيقية التعبيرية الأخرى التي تتخذ شكل الطبيعة الجسدية للتأتأة، "القرص الدوار" و"التخطي". علاوة على ذلك، اتخذت أنواع موسيقية، مثل موسيقى الروك الشعبية، شكل التأتأة في أغاني مثل "جيلي" لفرقة "ذا هو" أو "لم ترى شيئا بعد" لفرقة باكمان-تيرنر أوفر درايف. تُولّد المقاطع المتقطعة المتكررة في هاتين الأغنيتين عنصر المفاجأة والتوتر المطلوب. وأخيرًا، من الموسيقيين البارزين الذين انجذبوا إلى الموسيقى بسبب تجاربهم الشخصية مع التأتأة: كارلي سيمون، وكيندريك لامار، وإد شيران، وستورمزي، وبيج هيث.
الفنون البصرية

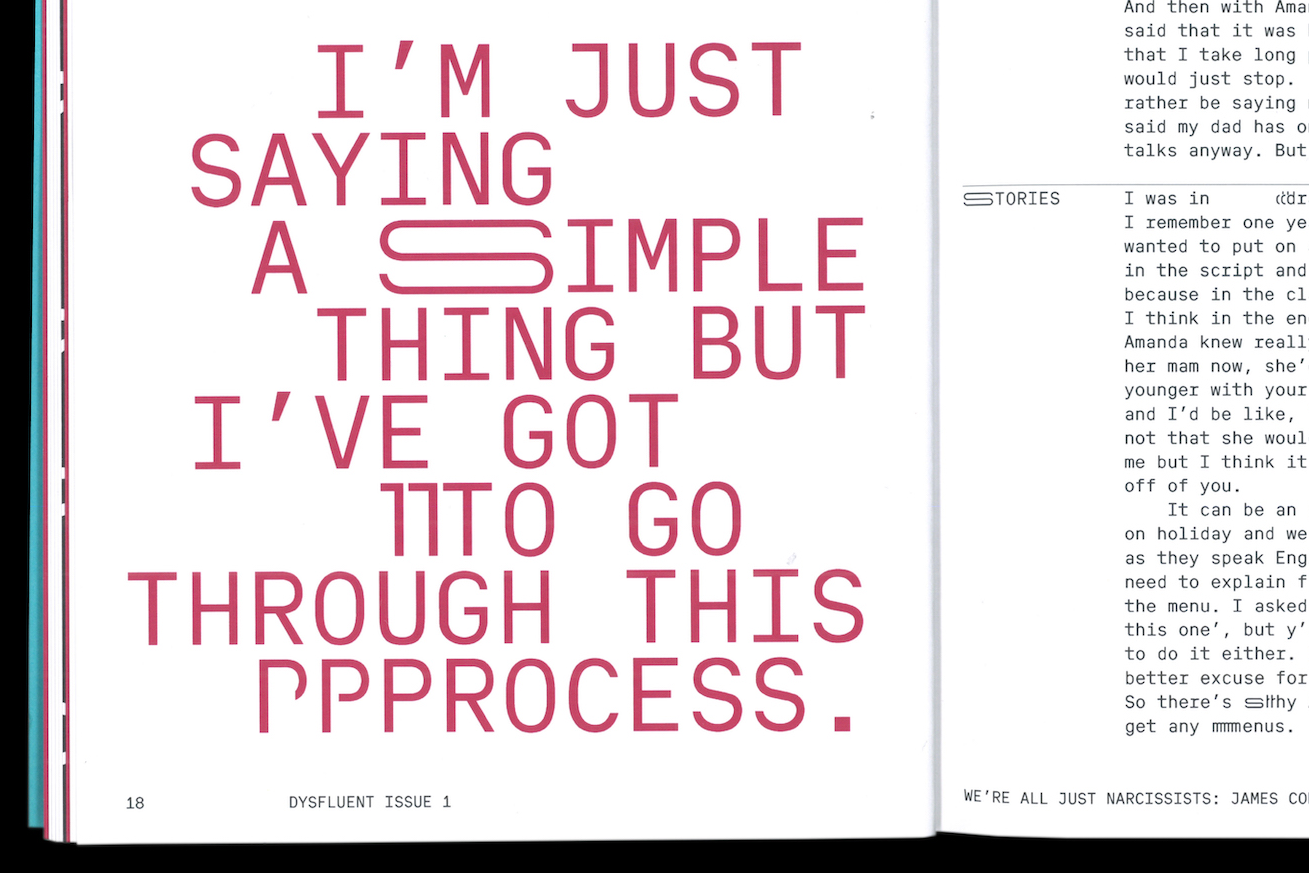
مسح لمجموعة النصوص المكتوبة بخط كونور فوران ديسفلوينت مونو، كما ظهرت في مجلة ديسفلوينت.

استكشفت الفنون البصرية أيضًا جماليات التأتأة. ومن أبرز الفنانين التشكيليين الذين يعانون من التأتأة الرسام بول أستون. تشمل مساهماته صورًا لأشخاص يتأتئون، مثل صورته الذاتية وصورة "نظرة متلعثمة". يُصوّر أستون فن التأتأة من خلال رسم الأشخاص في ضوء احتفالي، مُظهرًا الطرق المتنوعة التي يتلعثم بها الناس. في عمله، يُسلّط الضوء على السمات الفريدة للتأتأة ويتحدى الطلاقة من خلال تصوير جمالها النادر.
فلادان سيبينوفيتش رسامٌ آخر يعاني من التأتأة. تشمل مساهماته معرض "اللغة"، الذي يستكشف فيه تجربة التأتأة. يتمحور موضوع أعمال سيبينوفيتش الفنية حول استكشاف تعقيدات البشر من خلال الفن، وخاصةً التأتأة.
كونور فورن هو مصمم جرافيك يعاني من التأتأة. تشمل مساهماته الخط المصمم خصيصًا "مونو غير سلس"، والذي يستكشف فيه صوت المتأتئين وجماليات عدم الطلاقة. في خط "مونو غير سلس"، تتمدد أشكال الحروف وتتكرر لمحاكاة التأتأة. يستخدم فورن تمددات وتكرارات تعبيرية لمقاومة التمثيلات التقليدية لعدم الطلاقة، مما يمنح التأتأة هويتها الخاصة وشعورًا بالفخر.
أخيرًا، من بين الفنانين التشكيليين الآخرين الذين يحتفلون بجماليات التأتأة، الفنانة متعددة الوسائط ويندي رونالدسون (المحادثة الرابعة)، ورسام الكاريكاتير دانييل روسي (التأتأة رائعة)، والرسام ويليمن بولكس (ويويليمين)، والمصورين ألدا فيليلجوس، وسفين سناير كريتجنسون، وسيجريدور فوسبيرج ثورلاسيوس (ستاترز).
فنون الأداء

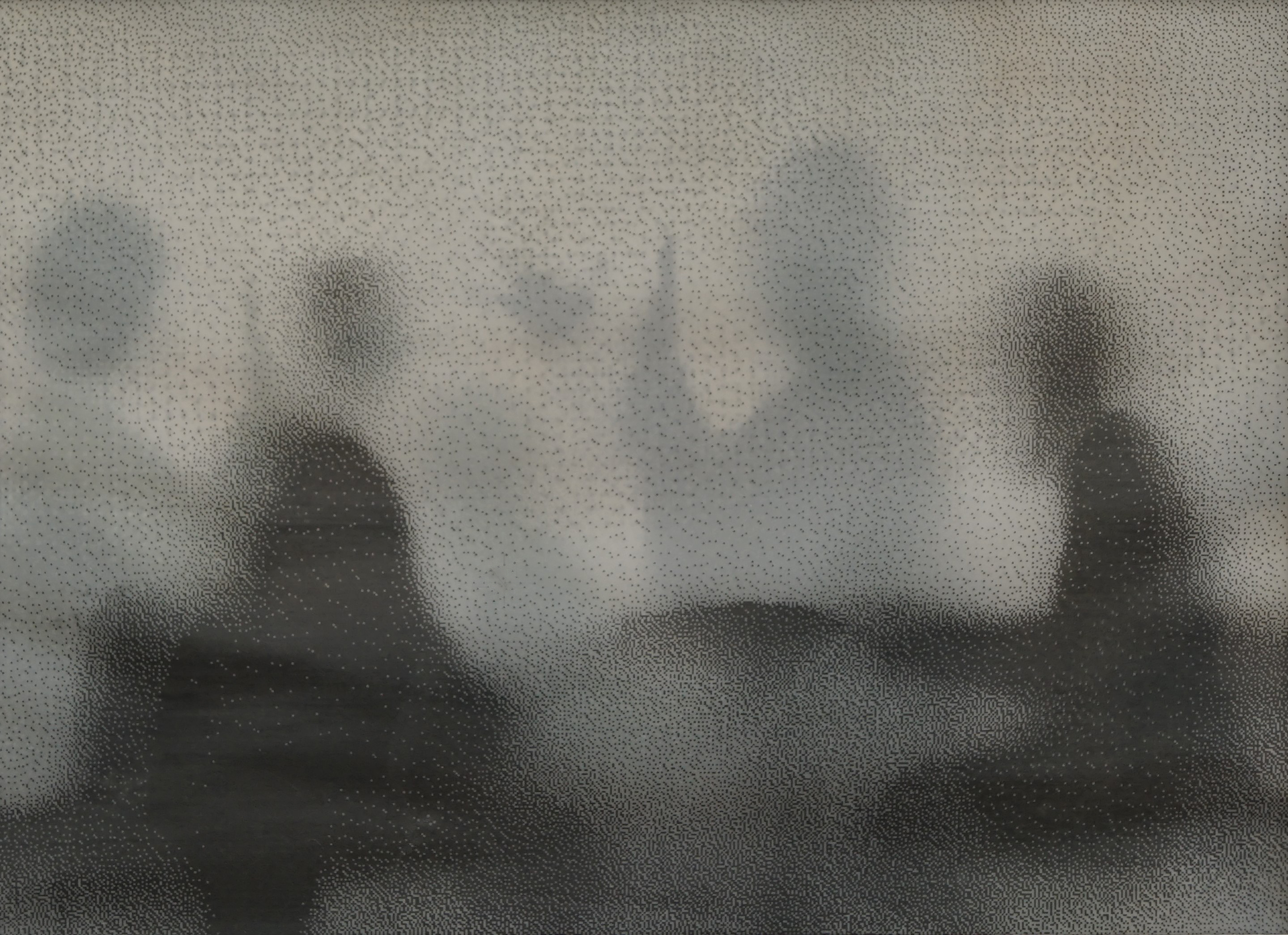
بصفتها متلعثمة خفية، ترتبط ممارسة ويندي رونالدسون للتأتأة، مجازيًا وجسديًا، بالروابط الخاصة والمجتمعية ضمن الفضاءات الاجتماعية والخاصة من منظور جسدي ونفسي. يستكشف العمل الانزعاج الذي ينشأ في البداية من الحواجز الاجتماعية والتوافق مع توقعات "الطلاقة" في المجتمع.

يُحتفى بالتأتأة بين بعض فناني الأداء. ومن أبرز فناني الأداء الذين يعانون من التأتأة نينا ج. الكوميدية الارتجالية، والناشطة في مجال حقوق ذوي الإعاقة، والمعلمة. في عملها، تكسر نينا الحواجز في عالم الكوميديا وتدافع عن مجتمع المتأتئين. نينا أيضًا مؤلفة كتاب السيرة الذاتية "المتأتئ المُقاطع: الكوميدي الذي كاد ألا يحدث".
فنان أداء آخر يعاني من التلعثم هو الفنان المسرحي ناي راسل-تومسون. أسس راسل-تومسون فرقة ستامرماوث المسرحية البريطانية الحائزة على جوائز.
وأخيرًا، من بين الفنانين الآخرين الذين يحتفلون بالتأتأة الممثل والمقدم الصوتي سكروبيوس بيب، ودانيال كيتسون، والممثل الكوميدي كالوم سكوفيلد.
بودكاست
يستخدم بعض الأشخاص الذين يعانون من التأتأة التدوين الصوتي للترويج لفخر التأتأة. هناك العديد من البودكاستات التي تتناول التأتأة وترفع الوعي بشأن صعوبات الكلام، بما في ذلك بودكاست " التأتأة الفخورة "، وهو بودكاست تستضيفه وتحرره مايا تشوبكوف، المدافعة عن التأتأة. يرى المدافعون عن فخر التأتأة أن البودكاست أداة تُمكّن الأشخاص الذين لا يعانون من التأتأة من التعرّف على أنماط الكلام المتنوعة، ولمساعدة الآباء على فهم معاناة أطفالهم من التأتأة.

## دراسات عدم الطلاقة
ظهرت دراسات اضطراب الطلاقة كتخصص أكاديمي يستكشف إمكانيات التبادل والتعاون عبر المجالات الأكاديمية المختلفة مع الاستثمار المشترك في التلعثم في الكلام بما يتجاوز علم الأمراض. وهي تستمد من مجالات الممارسة السريرية والدراسات الأدبية والثقافية ودراسات الإعاقة والفلسفة والكتابة الإبداعية والموسيقى والفنون البصرية. وتدافع دراسات اضطراب الطلاقة عن دور العلوم الإنسانية في تحديد وتحدي السرديات الثقافية المعقدة حول اضطراب الطلاقة. وتؤكد على قوة الكتاب المبدعين والفنانين والموسيقيين في تقويض مفاهيم الكلام "المعياري" من خلال قوة وإمكانات اضطراب الطلاقة التعبيري والتوليدي.

## الانتقادات
أثارت حركة فخر التأتأة بعض الانتقادات، وكثير منها مشابه لانتقادات النموذج الاجتماعي. فقد رأى البعض أن الحركة تنكر حقيقة صعوبات الحياة التي يواجهها المصابون بالتأتأة. وفي إطار جهودها الرامية إلى نزع الصفة الطبية عن التأتأة، قد تزيد الحركة من صعوبة قيام الباحثين والمعالجين الذين يحاولون التخفيف من تحديات التأتأة من خلال الوسائل الطبية بحملات لجمع التمويل، بالإضافة إلى حرمان المصابين بالتأتأة من القدرة على تغيير طريقة كلامهم.
قد يُشير مؤيدو النموذج الطبي أيضًا إلى أن التصنيف التشخيصي المُستخدم في إطار النموذج الطبي له قيمة في سياقات البحث، إذ يُمكّن من التحديد الدقيق والتصنيف اللازمين لتصميم البحث السريري. كما يُمكن للنموذج الطبي أن يُوفر مرجعًا لما يُسمى "بالقاعدة" لتمكين طلبات الدعم والتسهيلات الناشئة عن الإعاقة.
هناك انتقاد آخر يتمثل في أن مُثُل ومفاهيم حركة فخر التأتأة مستمدة من وجهات نظر غربية، أغلبها من البيض والمتميزين. وقد يُنظر إليها على أنها تفشل في تحديد التحديات المتداخلة التي قد يواجهها غير البيض أو غير القادرين جسديًا عند محاولتهم الفخر بكلامهم، والتعامل معها. وعلى وجه الخصوص، قد يكون من الصعب تطبيق مناصرة فخر التأتأة في المجتمعات ذات الحماية القانونية المحدودة أو المعدومة فيما يتعلق بالإعاقة.